# Mord und Margaritas
Mord und Margaritas (OT: The Matador) ist eine Satire aus dem Jahr 2005. Für Drehbuch und Regie ist Richard Shepard verantwortlich. Die Hauptrollen spielen Pierce Brosnan, Greg Kinnear, Hope Davis und Philip Baker Hall. Der Film hatte am 21. Januar 2005 beim Sundance Filmfestival Weltpremiere. In Deutschland war der Film ab dem 20. April 2006 zu sehen.

## Handlung
Der von Gewissensnöten geplagte Auftragskiller Julian Noble freundet sich in Mexiko mit dem biederen Geschäftsmann Danny Wright an. Danny erzählt Julian, dass sein Sohn gestorben ist. Um das Thema zu wechseln, erzählt Julian einen ordinären Witz. Dieses Verhalten hält Danny für pietätlos, woraufhin die beiden vorerst getrennte Wege gehen. Danny muss zu Nachverhandlungen mit einem Geschäftspartner in Mexiko bleiben, da er von seinem Hauptkonkurrenten ausgestochen wurde, und so begegnet er Julian erneut. Dieser lädt ihn zu einem Stierkampf ein, um sich für seinen Fauxpas zu entschuldigen. Während der Veranstaltung erzählt Julian von seinem „Beruf“ als „Vermittler von Todesfällen“, wie er es selbst bezeichnet, und zeigt ihm auf Dannys Wunsch, wie er eine von diesem willkürlich ausgewählte Zielperson töten würde. Danny ist sichtlich euphorisiert, und seine Zweifel an der Wahrheit von Julians kruder Behauptung sind beseitigt. Nachdem dieser einen Auftrag vollendet hat, erhält er von seinem Auftraggeber Mr. Stick einen weiteren, bei dem er Danny um Hilfe für ein Ablenkungsmanöver ersucht. Doch obwohl dieser mit 50.000 Dollar entlohnt werden würde, lehnt er entrüstet ab. In der folgenden Nacht sitzt Danny in tiefer Verzweiflung über die Aussichtslosigkeit seiner Akquise alkoholisiert auf dem Balkon seines Hotelzimmers, während Julian angetrunken an Dannys Zimmertür klopft und sich zu entschuldigen versucht. Zunächst bleibt unklar, ob Danny die Tür öffnet, im weiteren Verlauf des Films zeigt sich jedoch, dass Danny von Julian vor der verschlossenen Tür stehen gelassen wurde.
In den nächsten sechs Monaten reist Julian allein um die Welt, um in verschiedenen Ländern Auftragsmorde durchzuführen. Einige dieser Aufträge kann er jedoch nicht durchführen, da er völlig ausgebrannt ist: Beim Blick durch sein Zielfernrohr sieht er vor dem inneren Auge anstatt seiner Zielperson stets sich selbst als Kind.
Sechs Monate nach dem ersten Treffen zwischen Julian und Danny in Mexiko klingelt Julian in der Nacht an der Haustür des Ehepaares Danny und Bean und erzählt ihnen von seinem Problem: Mr. Stick, Julians Auftraggeber, möchte ihn als Mitwisser und wegen seiner Unzuverlässigkeit beseitigen lassen. Schließlich bittet Julian Danny erneut um seine Hilfe bei einem letzten Auftrag, nach dem er sich zur Ruhe setzen möchte.
Danny erklärt sich bereit zu helfen, und gemeinsam fliegen sie zu einer Pferderennbahn nach Tucson. Obwohl Julian zunächst wiederum nicht abdrücken kann, weil er noch immer unter seinen seelischen Problemen leidet, gelingt es ihm schließlich den Mord zu begehen, da Danny ihn psychisch aufrichtet und ihn sogar zu der Tat antreibt. Auf dem Rückflug eröffnet Julian dem Freund, dass die getötete Person nicht nur die Zielperson gewesen sei, die ihn entlastet, sondern sein Auftraggeber selbst, Mr. Stick. Sie erinnern sich an ihre letzte Nacht im Hotel in Mexiko-Stadt. Damals ließ Danny Julian doch noch ein und bat ihn, den Hauptkonkurrenten seiner Firma aus dem Weg zu räumen. Im Gegenzug bot er ihm an, ihm bei einem Attentat mit einem Ablenkungsmanöver zu helfen. Julian schlug dieses Angebot jedoch aus, weil Danny in seinen Augen ein zu guter Mensch sei, nach dem Mord psychisch zerbrechen und fortan nur noch Pech haben würde.
Danny ist pünktlich aus Tucson zurück, um abends zusammen mit Bean das Grab ihres Sohnes an dessen viertem Todestag zu besuchen. Julian beobachtet sie wohlwollend aus einiger Entfernung und klemmt ihnen dann ein Kuvert mit Flugtickets nach Griechenland (wo er den Rest seines Lebens mit „kleinen Griechinnen“ zu verbringen plant) unter den Scheibenwischer ihres Wagens.

## Produktion
Ungeachtet der weltweiten Handlungsschauplätze wurde der gesamte Film in und um Mexiko-Stadt gedreht. Die Dreharbeiten begannen am 4. April 2004 und endeten nach 40 Drehtagen am 30. Mai 2004. Das Budget des Films wird auf 10 Millionen US-Dollar geschätzt. Produktionsgesellschaft war die Equity Pictures Medienfonds GmbH & Co. KG II.
Der Film feierte am 21. Januar 2005 beim Sundance Filmfestival Weltpremiere. Dort erwarb die Weinstein Company die Rechte. Am 12. Mai 2005 wurde er bei den Internationalen Filmfestspielen von Cannes vorgeführt; weitere Einsätze auf diversen internationalen Filmfesten folgten. Ab dem 16. November 2005 war der Film in den französischen Kinos zu sehen und am 27. Januar 2006 lief er in den Kinos der USA an. In Deutschland und Österreich erfolgte der Kinostart am 20. April 2006 und in Mexiko ab dem 28. April 2006. Am Eröffnungswochenende spielte der Film in den USA gut 92.000 US-Dollar ein; insgesamt beliefen sich die Einnahmen in den USA auf über 12,5 Millionen US-Dollar. In Österreich wurden umgerechnet knapp über 100.000 US-Dollar eingespielt, in Deutschland umgerechnet über 245.000 US-Dollar und in Mexiko über 300.000 US-Dollar. Weltweit wurden knapp 17,3 Millionen US-Dollar eingenommen.

## Synchronisation
Der Film wurde nach einem Dialogbuch unter der Dialogregie von Ulli Kinalzik synchronisiert.
| Darsteller        | Deutscher Sprecher | Rolle                 |
| ----------------- | ------------------ | --------------------- |
| Pierce Brosnan    | Frank Glaubrecht   | Julian Noble          |
| Greg Kinnear      | Uwe Büschken       | Danny Wright          |
| Hope Davis        | Claudia Lehmann    | Carolyn „Bean“ Wright |
| Dylan Baker       | Till Hagen         | Mr. Lovell            |
| Philip Baker Hall | Otto Mellies       | Mr. Randy             |
| Adam Scott        | Stefan Gossler     | Phil Garrison         |

## Soundtrack
Im Filmvorspann wurde das Lied A Town called Malice von The Jam verwendet. Am Ende, als Julian den Friedhof verlässt, ist All these things that I've done von The Killers zu hören.
Am 21. April 2006 erschien ein Soundtrack bei Edel, der 14 Musiktitel mit einer Gesamtspieldauer von 44:49 Minuten umfasst.
| Nr. | Titel                                 | Interpret               | Dauer |
| --- | ------------------------------------- | ----------------------- | ----- |
| 1.  | A Town Called Malice                  | The Jam                 | 2:56  |
| 2.  | El Matador                            | Los Fabulosos Cadillacs | 4:33  |
| 3.  | It’s Not Unusual                      | Tom Jones               | 2:01  |
| 4.  | 1, 2, 3, 4                            | Titan                   | 4:12  |
| 5.  | Manila Fiasco                         | Rolfe Kent              | 2:39  |
| 6.  | Garbageman                            | The Cramps              | 3:33  |
| 7.  | In The Heat Of The Moment             | Asia                    | 3:51  |
| 8.  | Bahia Blanca                          | Ramon Stagnaro          | 3:04  |
| 9.  | A Mi Guitarra                         | Daniel Indart           | 2:49  |
| 10. | Matador Theme                         | Rolfe Kent              | 2:41  |
| 11. | One Night In Mexico                   | Rolfe Kent              | 2:40  |
| 12. | In The Wee Small Hours Of The Morning | Dave van Norden         | 3:13  |
| 13. | No Te Rajes                           | Mariachi La Estrella    | 3:03  |
| 14. | Matador (Radio Edit)                  | Ritmo Ritmo             | 3:34  |

Einige Musiktitel, die im Film zu hören sind, sind nicht auf dem Soundtrack enthalten. Dazu zählen die Titel Querre Que von Trio Los Rivera, Dorado und Bandido von Mariachi La Estrella, Sinalo von Banda La Estrella, (Yo Te Amo Mucho) And That's That von Xavier Cugat, Cielo Andaluz von Rafael Bascon, Malenqua von Nick South, Amparito Roca von Jaime Texidor sowie Hunt Quartet-Adagio von Joseph Haydn.

## Kritik
Nach Urteil des Lexikon des internationalen Films handelt es sich bei dem Film um „eine dank der guten Darsteller recht ansehnliche Krimikomödie, auch wenn es ihr deutlich an Biss mangelt“. Die Redaktion von cinema hält ihn für „dreist, politisch unkorrekt und herrlich knuffig. Diese ungewöhnliche Gangster-Farce amüsiert und verblüfft von der ersten bis zur letzten Minute.“
Prisma befand: „Mit Mut zur Hässlichkeit […] überspitzt Brosnan seinen Midlife-Crisis-Killer […] offenbar mit derart viel Spaß, dass sich dieser auf den Betrachter überträgt. Regisseur Shepard musste wohl nur die Kamera auf seine exzellent harmonierenden Darsteller halten und fertig war der Mix aus Buddy-Movie und Hitman-Story […]. Auch gut, dass man den durch und durch maroden Charakter, der in der Buchvorlage sogar vor Sex mit Tieren nicht zurückschreckt, dann doch leicht geglättet hat.“

## Auszeichnungen
Richard Shepard wurde 2005 beim Ft. Lauderdale International Film Festival mit dem Jury Award als bester Regisseur ausgezeichnet.
Pierce Brosnan wurde 2006 für einen Saturn Award als bester Schauspieler und einen Golden Globe Award als bester Schauspieler in einem Musical oder einer Komödie nominiert. Im folgenden Jahr wurde er bei den Irish Film and Television Awards für einen IFTA Award als bester Schauspieler einer Hauptrolle nominiert.